# Modraszek eumedon
Modraszek eumedon (Aricia eumedon) – motyl dzienny z rodziny modraszkowatych.

## Wygląd
Rozpiętość skrzydeł od 30 do 34 mm, dymorfizm płciowy słabo zaznaczony.

## Siedlisko
Mezofilne i wilgotne polany i łąki, przydroża przy rowach i zarośla w okolicach strumieni.

## Biologia i rozwój
Wykształca jedno pokolenie w roku (połowa czerwca-koniec lipca). Rośliny żywicielskie: bodziszek krwisty, bodziszek łąkowy, bodziszek błotny, bodziszek leśny. Jaja barwy białej składane są pojedynczo na słupku kwiatowym roślin żywicielskich. Larwy wylęgają się po tygodniu i żerują na rozwijających się nasionach. Zimują pośród resztek roślinnych, wiosną żeruje na liściach. Stadium poczwarki trwa 2 tygodnie.

## Rozmieszczenie geograficzne
Gatunek palearktyczny. W Polsce ma zasięg wyspowy, najwięcej stanowisk znajduje się w Bieszczadach, Beskidzie Niskim, na Podkarpaciu, Górnym i Dolnym Śląsku oraz na Podlasiu. Wiele dawnych stanowisk m.in. w północno-zachodniej i środkowej Polsce zanikło.